# ثاعل (بعدان)

تعديل مصدري - تعديل

ثاعل محلة تابعة لقرية ورفات، التابعة لعزلة دلال بمديرية بعدان إحدى مديريات محافظة إب في الجمهورية اليمنية، بلغ تعداد سكانها 152 حسب تعداد اليمن لعام 2004.